# Abdullahi Shehu
Abdullahi Shehu, né le 12 mars 1993 à Sokoto au Nigeria, est un footballeur international nigérian, qui évolue au poste de milieu de terrain.

## Biographie

### Carrière internationale
Avec les moins de 20 ans, Shehu Abdullahi participe à la Coupe d'Afrique des nations junior 2013, au Tournoi de Toulon 2013, et à la Coupe du monde des moins de 20 ans 2013. Lors du mondial junior organisé en Turquie, Shehu Abdullahi dispute 4 matchs, et reçoit deux cartons jaunes, et un carton rouge.
Shehu Abdullahi reçoit sa première sélection en équipe du Nigeria le 11 janvier 2014, lors d'un match du championnat d'Afrique des nations contre le Mali (défaite 2-1). Le Nigeria se classe troisième de cette compétition.
Shehu Abdullahi fait partie de la liste des 18 joueurs nigérians sélectionnés pour disputer les Jeux olympiques d'été de 2016.

## Palmarès
- Médaille de bronze aux Jeux olympiques d'été de 2016